# Volleyboll vid panamerikanska spelen
Volleyboll vid panamerikanska spelen har spelats sedan premiäråret 1955.

## Historisk överblick över grenar
| Grenar / År         | 1955 | 1959 | 1963 | 1967 | 1971 | 1975 | 1979 | 1983 | 1987 | 1991 | 1995 | 1999 | 2003 | 2007 | 2011 | 2015 | 2019 | 2023 |
| ------------------- | ---- | ---- | ---- | ---- | ---- | ---- | ---- | ---- | ---- | ---- | ---- | ---- | ---- | ---- | ---- | ---- | ---- | ---- |
| Damernas turnering  | X    | X    | X    | X    | X    | X    | X    | X    | X    | X    | X    | X    | X    | X    | X    | X    | X    | X    |
| Herrarnas turnering | X    | X    | X    | X    | X    | X    | X    | X    | X    | X    | X    | X    | X    | X    | X    | X    | X    | X    |

## Medaljsammanfattning

### Damernas turnering
| År   | Värdnation                             | Vinnare                 | Tvåa      | Trea                    | Fyra                    |
| ---- | -------------------------------------- | ----------------------- | --------- | ----------------------- | ----------------------- |
| 1955 | Mexico City, Mexiko                    | Mexiko                  | USA       | Brasilien               | Dominikanska republiken |
| 1959 | Chicago, USA                           | Brasilien               | USA       | Peru                    | Puerto Rico             |
| 1963 | São Paulo, Brasilien                   | Brasilien               | USA       | Mexiko                  | Peru                    |
| 1967 | Winnipeg, Kanada                       | USA                     | Peru      | Kuba                    | Brasilien               |
| 1971 | Cali, Colombia                         | Kuba                    | Peru      | Mexiko                  | Brasilien               |
| 1975 | Mexico City, Mexiko                    | Kuba                    | Peru      | Mexiko                  | Kanada                  |
| 1979 | San Juan, Puerto Rico                  | Kuba                    | Peru      | Brasilien               | USA                     |
| 1983 | Caracas, Venezuela                     | Kuba                    | USA       | Peru                    | Brasilien               |
| 1987 | Indianapolis, USA                      | Kuba                    | Peru      | USA                     | Brasilien               |
| 1991 | Havanna, Kuba                          | Kuba                    | Brasilien | Peru                    | Kanada                  |
| 1995 | Mar del Plata, Argentina               | Kuba                    | USA       | Kanada                  | Argentina               |
| 1999 | Winnipeg, Kanada                       | Brasilien               | Kuba      | USA                     | Dominikanska republiken |
| 2003 | Santo Domingo, Dominikanska republiken | Dominikanska republiken | Kuba      | USA                     | Brasilien               |
| 2007 | Rio de Janeiro, Brasilien              | Kuba                    | Brasilien | USA                     | Peru                    |
| 2011 | Guadalajara, Mexiko                    | Brasilien               | Kuba      | USA                     | Dominikanska republiken |
| 2015 | Toronto, Kanada                        | USA                     | Brasilien | Dominikanska republiken | Puerto Rico             |
| 2019 | Lima, Peru                             | Dominikanska republiken | Colombia  | Argentina               | Brasilien               |
| 2023 | Santiago, Chile                        | Dominikanska republiken | Brasilien | Mexiko                  | Argentina               |

### Herrarnas turnering
| År   | Värdnation                             | Vinnare   | Tvåa      | Trea      | Fyra                    |
| ---- | -------------------------------------- | --------- | --------- | --------- | ----------------------- |
| 1955 | Mexico City, Mexiko                    | USA       | Mexiko    | Brasilien | Dominikanska republiken |
| 1959 | Chicago, USA                           | USA       | Brasilien | Mexiko    | Dominikanska republiken |
| 1963 | São Paulo, Brasilien                   | Brasilien | USA       | Argentina | Chile                   |
| 1967 | Winnipeg, Kanada                       | USA       | Brasilien | Kuba      | Mexiko                  |
| 1971 | Cali, Colombia                         | Kuba      | USA       | Brasilien | Venezuela               |
| 1975 | Mexico City, Mexiko                    | Kuba      | Brasilien | Mexiko    | USA                     |
| 1979 | San Juan, Puerto Rico                  | Kuba      | Brasilien | Kanada    | Mexiko                  |
| 1983 | Caracas, Venezuela                     | Brasilien | Kuba      | Argentina | USA                     |
| 1987 | Indianapolis, USA                      | USA       | Kuba      | Brasilien | Argentina               |
| 1991 | Havanna, Kuba                          | Kuba      | Brasilien | Argentina | USA                     |
| 1995 | Mar del Plata, Argentina               | Argentina | USA       | Kuba      | Venezuela               |
| 1999 | Winnipeg, Kanada                       | Kuba      | Brasilien | Kanada    | Argentina               |
| 2003 | Santo Domingo, Dominikanska republiken | Venezuela | Kuba      | Brasilien | USA                     |
| 2007 | Rio de Janeiro, Brasilien              | Brasilien | USA       | Kuba      | Venezuela               |
| 2011 | Guadalajara, Mexiko                    | Brasilien | Kuba      | Argentina | Mexiko                  |
| 2015 | Toronto, Kanada                        | Argentina | Brasilien | Kanada    | Puerto Rico             |
| 2019 | Lima, Peru                             | Argentina | Kuba      | Brasilien | Chile                   |
| 2023 | Santiago, Chile                        | Brasilien | Argentina | Colombia  | Kuba                    |